# Antoine Pancrace de Courten
Ignace Antoine Pancrace de Courten, né le 6 octobre 1720 à Sierre et mort le 27 novembre 1789 dans la même ville est un officier valaisan, commandant du régiment de Courten.

## Biographie
Destiné à la carrière militaire, il sert le Piémont puis Modène, avant d'entrer en 1743 au service de la France, au sein du régiment de Courten. Il atteint le grade de colonel en 1766 et de lieutenant général en 1784, date de sa retraite. 
Il est créé comte en 1769 par Louis XV, titre transmissible à toute sa descendance masculine ; il est également commandeur de l'Ordre royal et militaire de Saint-Louis.
Il épouse le 4 octobre 1776 Marie-Catherine Ballet (dont c'est le second mariage), fille du banneret du dizain de Loèche. Il a avec elle quatre enfants, une fille et trois garçons.